# Masatoshi Nakayama
Masatoshi Nakayama (中山正敏 Masatoshi Nakayama; Prefettura di Yamaguchi, 13 aprile 1913 – Tokyo, 15 aprile 1987) è stato un karateka giapponese.
Gran Maestro di karate Shotokan, allievo di Gichin Funakoshi e di suo figlio Gigō Funakoshi, è stato il fondatore della JKA (Japan Karate Association).

## Vita
Nato nell'aprile del 1913 nella Prefettura di Yamaguchi, era discendente del clan Sanada, della regione di Nagano. I suoi antenati erano istruttori estremamente specializzati di kenjutsu (l'arte della spada giapponese). Entrò all'Università di Takushoku nel 1932, completando gli studi mentre nel frattempo si allenava con il Maestro Gichin Funakoshi e con uno dei suoi figli, Yoshitaka. Decidendo di dedicare la sua vita al karate, dopo l'università partì per la Cina al fine di migliorare i suoi studi ed il suo addestramento. Rientrò in Giappone nel 1946. Nel 1949 fondò insieme a Funakoshi la Japan Karate Association.

## JKA
Gli sforzi compiuti dalla Associazione Giapponese di Karate di incarnare e promuovere lo spirito del karate furono appoggiati dal Ministero dell'Istruzione Giapponese, (ora Ministero di Istruzione, Scienza, Sport, e Cultura). Il Ministero accordò alla JKA il riconoscimento legale ed esclusivo in Giappone come un'associazione ufficiale nel 1957, per la formazione di membri per la promozione della "via del karate".
Durante quel periodo e nel corso di molti anni, il M°Nakayama diede contributi notevoli all'arte. Lui sviluppò, insieme agli istruttori di JKA, un metodo nuovo, razionale di insegnare.
I suoi principali allievi furono Hiroshi Shirai, che andò a diffondere il Karate Stile Shotokan in Italia, Keinosuke Enoeda, che andò in Inghilterra, Taiji Kase, che si recò in Francia e fu un compagno di Nishiyama della prima ora. (Entrambi erano stati allievi di Yoshitaka Funakoshi).